# 3343 Nedzel
Nedzel (asteróide 3343) é um asteroide cruzador de Marte e possui uma excentricidade de 0.3103017.
Este asteróide foi descoberto em 28 de abril de 1982 por L. G. Taff.